# Waterdown
Waterdown war eine Post-Hardcore-Band aus Osnabrück. Waterdown wurde im Jahr 1999 gegründet und bestand aus fünf Mitgliedern. Anfang 2012 gab die Band ihre Auflösung bekannt.

## Geschichte
Im Jahr 1999 wurde die Band in ihrer Ursprungsformation gegründet und bestand aus ehemaligen Mitgliedern diverser Bands aus dem Raum Ibbenbüren.
Die ersten Songs erschienen im darauf folgenden Jahr auf der EP drawasmilingface bei Two Friends Recordings. Bei ihrer Deutschlandtournee als Support von Grade wurde das US-Punklabel Victory Records auf Waterdown aufmerksam und nahm sie unter Vertrag. Damit war Waterdown die erste deutsche Band mit einem Vertrag bei diesem einflussreichen Label.
2001 erschien das erste Album mit dem Titel Never Kill the Boy on the First Date, an das sich eine Tour durch Europa und Amerika anschloss.
Mit The Files You Have on Me wurde 2003 das zweite Album veröffentlicht. 2004 verließ Sänger Marcel Bischoff die Band aus persönlichen Gründen.
2005 kam der neue Sänger Michael „Zacken“ Janczak hinzu, mit dem das Album All Riot aufgenommen wurde. Produziert wurde All Riot von Ingo Knollmann von den Donots. Das Album erschien Ende Januar 2006.
Mitte 2007 löste sich die Band von ihrer Plattenfirma Victory Records. Waterdown gab an, dass Victory Records sie regelrecht ausgenommen habe und forderten sogar Fans auf einem Konzert auf, sich ihre Alben aus dem Internet herunterzuladen. Dies sei zu ihrem Vorteil und zum Nachteil von ihrer Plattenfirma. Nach einigen Monaten ohne Plattenfirma veröffentlichte die Band am 16. Mai 2008 die selbstproduzierte EP Powersnake beim Label Blacktop Records.
Anfang 2012 gab die Band auf ihrer Website ihre Auflösung bekannt. Das letzte Album Into the Flames erschien am 23. März 2012 über Uncle M/Cargo Records. Eine Abschiedstournee durch Deutschland fand im April und Mai 2012 statt.
Christian Kruse spielt mittlerweile Bass bei Adam Angst.

## Stil
Der Stil der Band ist einerseits gekennzeichnet durch harmonische Melodielinien, den harten, gebrüllten Gesang sowie den gesungenen Teil, andererseits durch Breakdowns, die harten verzerrten Gitarren und stampfende Moshparts. Grundsätzlich lässt sich die Band dem Post-Hardcore zuordnen, metallische New-School-Hardcore- sowie Rock-Einflüsse runden das Bild ab.
Verglichen wird sie daher oft mit boysetsfire und ähnlichen Post-Hardcore-Bands.

## Diskografie
- 2000: drawasmilingface (EP, Two Friends Recordings)
- 2001: Never Kill the Boy on the First Date (Victory Records)
- 2002: Split-EP mit By a Thread (TFR Music)
- 2003: The Files You Have on Me (Victory Records)
- 2006: All Riot (Victory Records)
- 2008: Powersnake (EP, Blacktop Records)
- 2012: Into the Flames (Uncle M)